# Lönnsirap

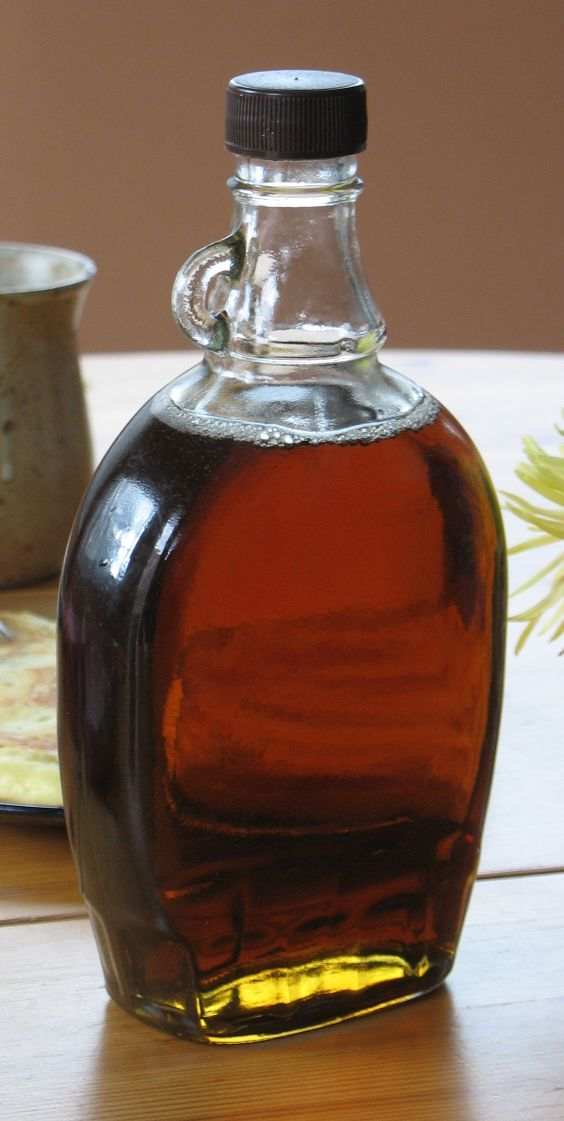
Lönnsirap från Québec

Lönnsirap är ett flytande sötningsmedel som tillverkas genom indunstning av saven från vissa arter av lönnträd, främst från sockerlönnen. Den används både som sötningsmedel i matlagning och bakning och som tillbehör till bland annat pannkakor och våfflor. Till 1 liter lönnsirap går det åt 60 liter sav. 
Kanada, och främst provinsen Québec, producerar 78% av världens lönnsirap. 2022 var produktionen rekordhöga 79 miljoner liter.

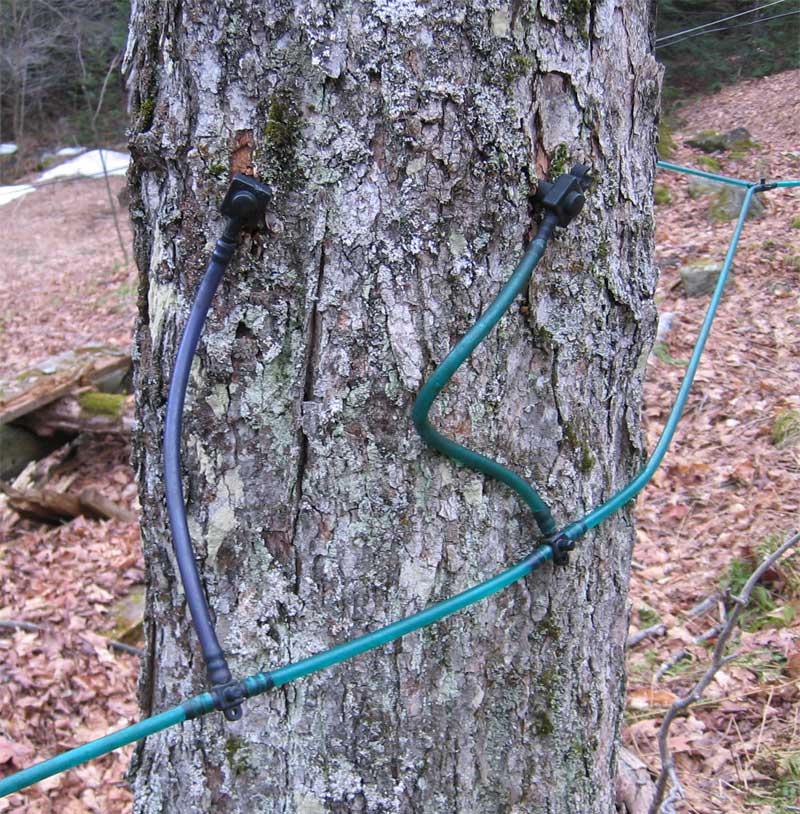
Modern avtappning
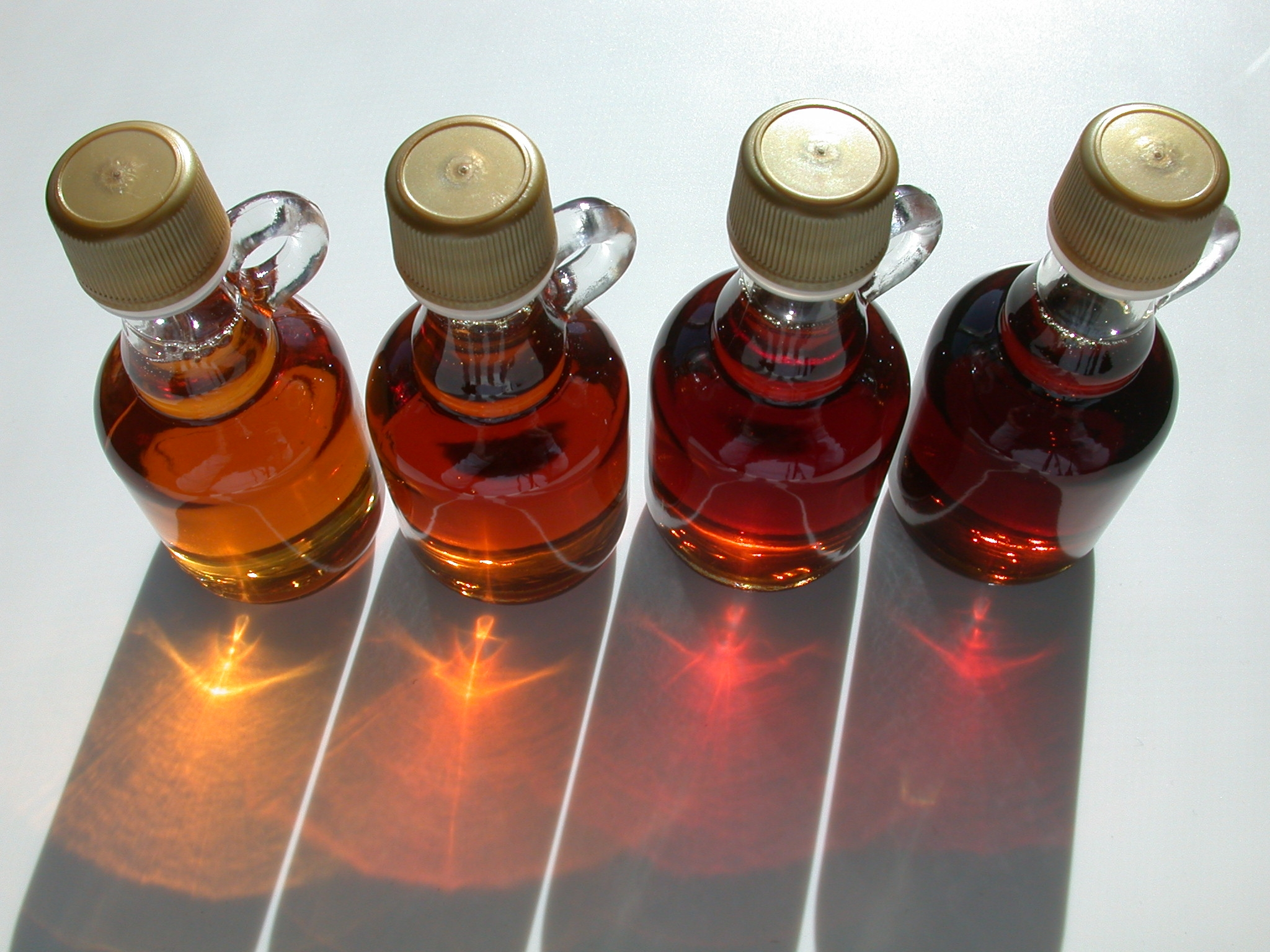
Olika kvalitéer
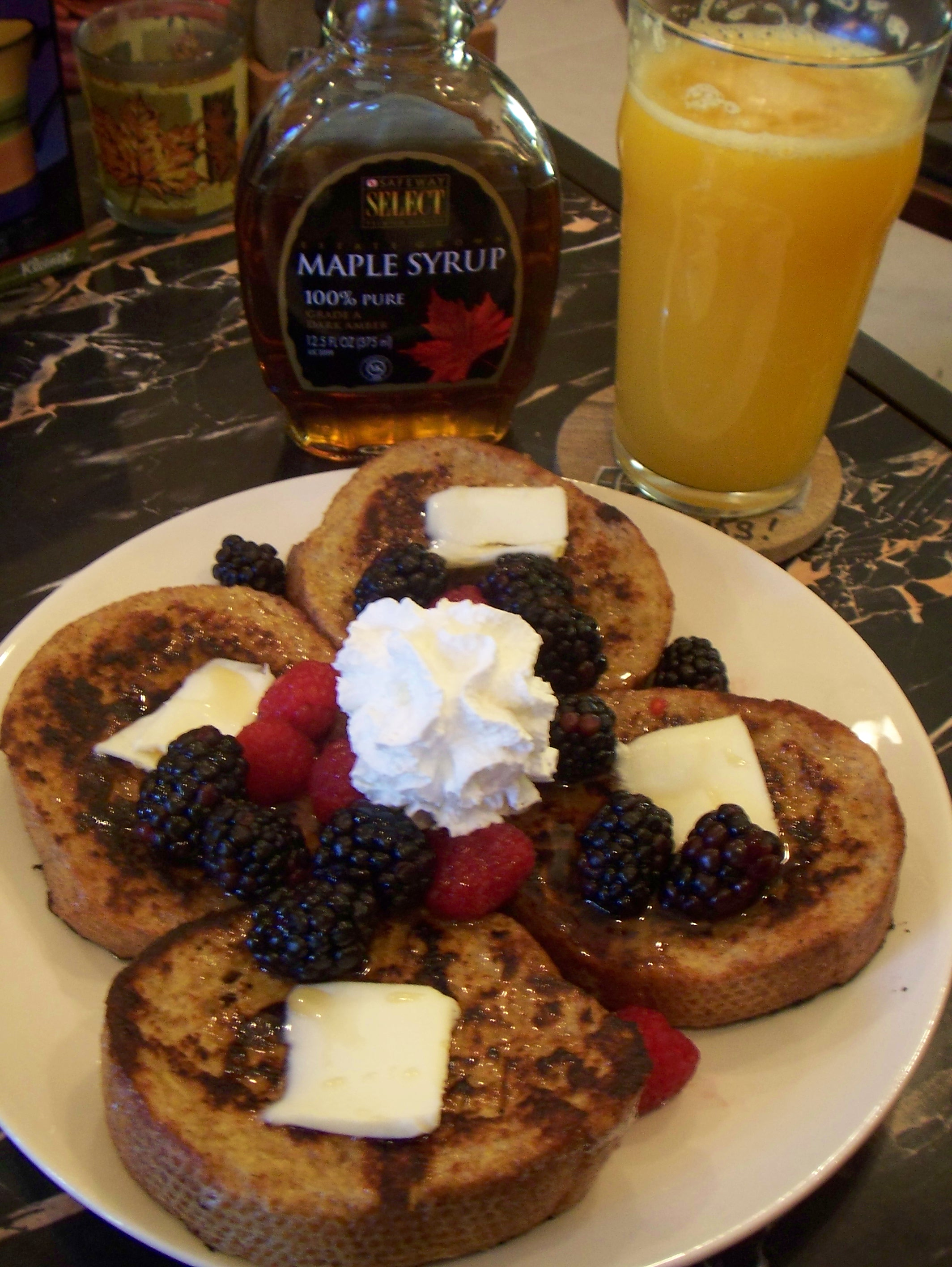